# 212 aC
El 212 aC va ser un any del calendari romà prejulià. A la República i a l'Imperi Romà es coneixia com l'Any del Consolat de Pulcre i Flac (o també any 542 Ab urbe condita). L'ús del nom «212 aC» per referir-se a aquest any es remunta a l'alta edat mitjana, quan el sistema Anno Domini va ser el mètode de numeració dels anys més comú a Europa.

## Esdeveniments

### Imperi Selèucida
- Antíoc III, rei selèucida, es prepara per conquerir l'Armènia Sofene i posa setge a la ciutat d'Arsamòsata, la seva capital. El rei del país, Xerxes, se li sotmet voluntàriament, paga un tribut de 330 talents, més 1000 cavalls i 1000 pollastres, i aconsegueix l'aliança amb rei selèucida que li dona a la seva germana Antioquis en matrimoni, segons Polibi.[2] Xerxes conspira contra Antíoc i Antioquis se n'assabenta i assassina al seu marit. Entrega el regne a Antíoc.[3]

### Sicília
- Marc Claudi Marcel, que assetjava Siracusa (Setge de Siracusa 214 aC-212 aC), aconsegueix entrar a la ciutat i s'apodera d'Epípoles. Himilcó, que dirigia l'exèrcit cartaginès, intenta en va salvar la ciutat, i Marcel compra els serveis d'un mercenari al servei dels cartaginesos que li obre les portes de la ciutat.[4]

### República de Roma
- Aquest any són elegits cònsols Api Claudi Pulcre i Quint Fulvi Flac.[5]
- Fulvi Flac obté la província de Campània i estableix el seu campament a Beneventum. Fa un inesperat atac al campament del general Hannó que era a la vora (Batalla de Beneventum). Assalta el campament cartaginès al segon dia de lluita i fa una gran matança on moren més de sis mil cartaginesos i en fa set mil de presoners. Hannó es retira al país dels brutis.[6]
- Primera batalla de Càpua. Un enfrontament entre les forces de Cartago i les romanes en el curs de la Segona Guerra Púnica. La batalla acaba amb un resultat incert, però el general cartaginès Hanníbal aconsegueix que els cònsols romans aixequin el setge de la ciutat de Càpua.[7]
- Batalla del Silarus entre l'exèrcit cartaginès d'Hanníbal i les forces romanes dirigides pel pretor Marc Centeni Penula vora del riu Silarus. Els cartaginesos en surten victoriosos, destruint tot l'exèrcit romà. Aquesta és una de les poques batalles en les que els efectius d'Anníbal són superiors als del seu oponent.[8]
- Crisi financera a Roma.[9]
- Publi Licini Cras Dives, sense haver exercit cap magistratura curul, s'enfronta a dos personatges de rang consular, Quint Fulvi Flac i Tit Manli Torquat pel càrrec de pontífex màxim, i l'obté.[10]
- Publi Corneli Rufí Sul·la, pretor urbà i peregrí, instaura els Jocs d'Apol·lo (Ludi Apollinares) seguint les ordres d'uns versos sagrats del vident Marci. El Senat, consultats els Llibres sibil·lins, li encomana d'organitzar els Jocs.[11]

### Hispània
- Els germans Publi i Gneu Corneli Escipió estenen la campanya de conquesta al sud de l'Ebre en el marc de la Segona Guerra Púnica i prenen Saguntum gràcies a Abelox.[12]
- Indíbil, cabdill dels Ilergets, s'uneix amb 7.500 homes al general cartaginès Hasdrúbal.[13]

## Necrològiques
- Arquimedes, matemàtic i físic grec, mor a mans dels soldats romans quan entren a Siracusa, tot i que el general Marc Claudi Marcel havia ordenat que no fos ferit.[14][15]
- Tiberi Semproni Grac, militar romà. Un àugur li anuncia una catàstrofe i poc després un lucà, Flavi, l'entrega al general cartaginès Magó el Samnita, que li prepara un parany. Grac mor en combat contra els homes de Magó al Campi Veteres a Lucània.[16]